# 馬齊 (蜀漢)
馬齊（？—？），字承伯，巴西郡閬中縣（今四川省閬中市）人。蜀漢尚書。

## 生平
原為張飛功曹，張飛舉薦馬齊給劉備，於是被任命為尚書郎，建興年間，擔任從事丞相掾，遷任廣漢太守，後又被任命為參軍。諸葛亮去世後，馬齊被任命為尚書。

## 評價
- 楊戲：盛衡、承伯，言藏言時。《季漢輔臣贊》
- 陳壽：「勛、齊皆以才幹自顯見；歸信於州黨，不如姚伷。」《三國志·楊戲傳》
- 《華陽國志》：馬盛衡承伯，才藻清妙。《華陽國志·卷一》